# Qui Pro Quo
Qui Pro Quo – teatrzyk działający w Warszawie w latach 1919–1931. Jego siedzibą były podziemia Galerii Luxenburga (obecnie nieistniejącej) przy ul. Senatorskiej 29.
Teatrzyk skrystalizował styl warszawskiego kabaretu literackiego, był inspiracją nie tylko dla innych scen tego gatunku działających przed II wojną światową, ale i tych zakładanych po 1945 (Szpak, Wagabunda oraz Dudek).
Wśród mieszkańców Warszawy teatrzyk zyskał potoczne miano „kochanej starej budy”.

## Historia

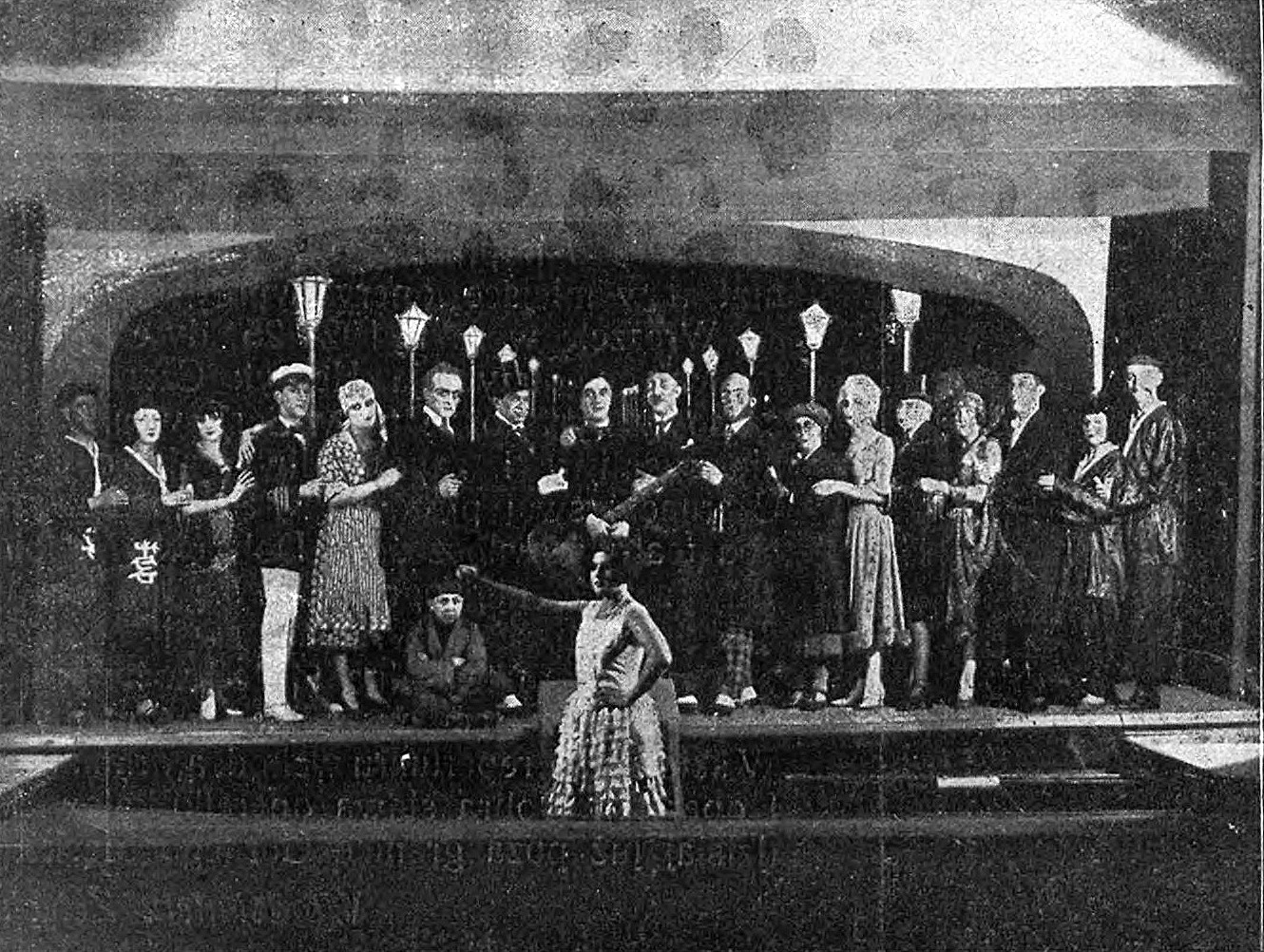
Teatrzyk „Qui Pro Quo” w scence Montparnass (1925)

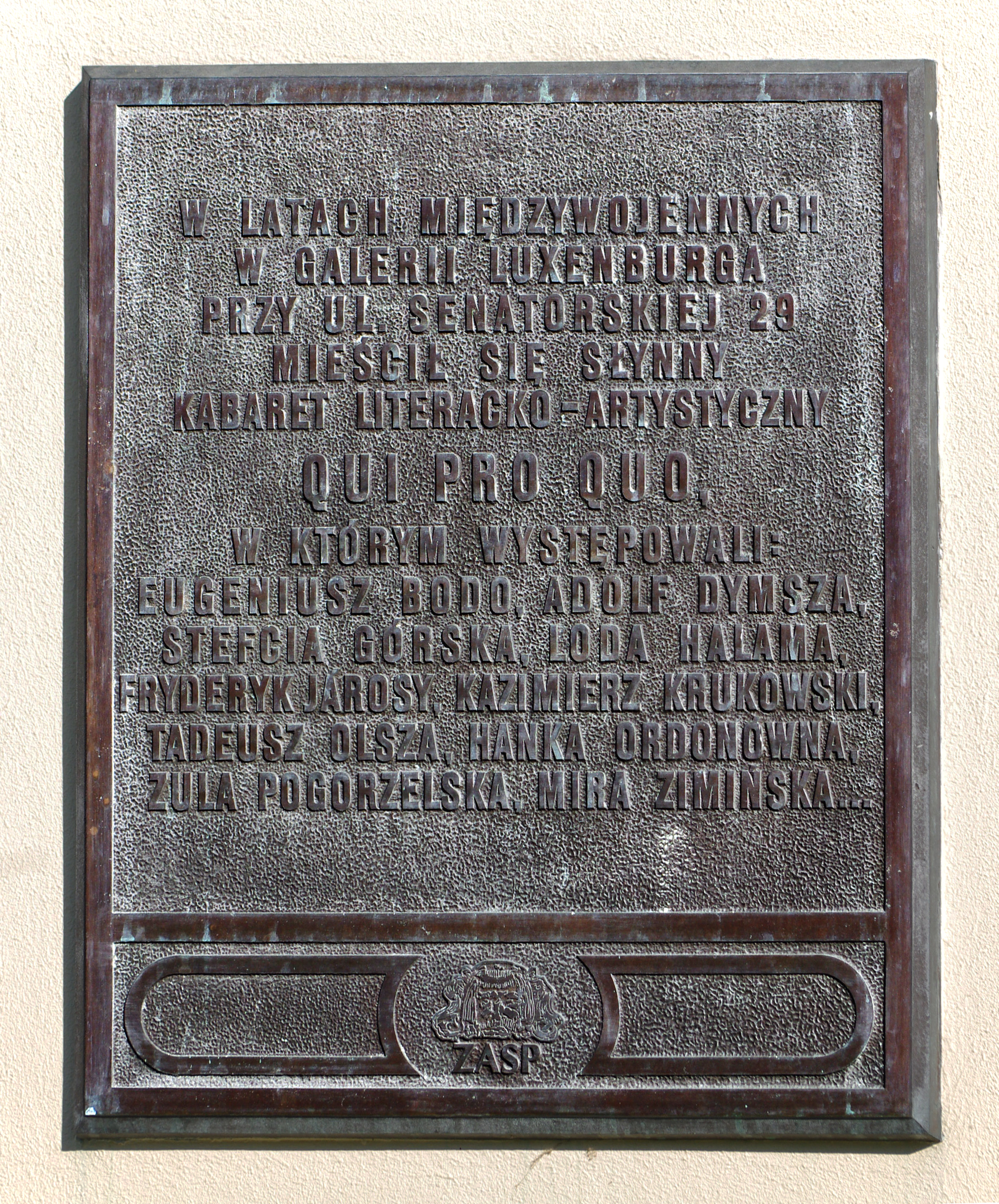
Tablica upamiętniająca teatrzyk Qui Pro Quo i jego artystów przy ul. Senatorskiej 29/31 w Warszawie

Założycielami Qui Pro Quo byli: ziemianin, a później aktor Bolesław-Leszek Przyłuski, architekt Tadeusz Sobocki i kupiec Izydor Weisblat, kierownikiem artystycznym, a później także współwłaścicielem (od 1922) kompozytor i dziennikarz Jerzy Boczkowski.
W przebudowanej (według projektu Tadeusza Sobockiego) specjalnie na potrzeby powstającego teatrzyku ogromnej sali znajdującej się w podziemiach Galerii Maksymiliana Luxenburga mieściła się duża scena z tłem w kształcie muszli. Widownia, licząca 514 miejsc w ponad trzydziestu rzędach i lożach, znajdowała się po drugiej stronie rampy. Najlepsze miejsca obite były czerwonym pluszem, a bandy lóż udekorowano według pomysłu Józefa Galewskiego wyciętymi z dykty scenkami z bajek La Fontaine'a. Charakterystycznym elementem infrastruktury teatru była ruchoma szatnia, która po przedstawieniu podjeżdżała do wyjścia. Scena Qui Pro Quo charakteryzowała się świetną akustyką, co wiązało się m.in. z zastosowaniem nietypowego rozwiązania konstrukcyjnego przy budowie kanału dla orkiestry. Zauważywszy iż betonowa podłoga w pomieszczeniu tłumi dźwięk, jako podstawy pod deski parkietu użyto szkła w postaci kilkudziesięciu butelek od szampana umieszczonych w pustych przestrzeniach wzmocnionych piaskiem.
Oficjalna inauguracja działalności Qui Pro Quo miała miejsce 4 kwietnia 1919. Pierwszym zagranym numerem była jednoaktówka autorstwa Kazimierza Dunin Markowicza pt. „Qui Pro Quo” (tekst obecnie zaginiony), od której teatrzyk wziął swoją nazwę.
Od początku istnienia teatrzyku aż do ostatniego programu głównym dostarczycielem tekstów był Julian Tuwim, który otrzymywał miesięczną pensję liczącą kilka tysięcy złotych w zamian za wyłączność na kabaretowe teksty swojego autorstwa. Od 1926 obok Tuwima drugim równie ważnym autorem repertuaru teatru był Marian Hemar. Oprócz tych dwóch filarów poetyckich, dla Qui Pro Quo pisali również m.in. Konrad Tom, a w pierwszych latach istnienia kabaretu Andrzej Włast. Wśród wykonawców byli: Eugeniusz Bodo, Hanka Ordonówna, Mieczysław Fogg, Mira Zimińska, Zula Pogorzelska, Adolf Dymsza, Tadeusz Olsza, Gustaw Cybulski. Konferansjerem kabaretu był od 1925 artysta Fryderyk Jarosy, reżyserujący tu od 1924. Oprawę taneczną przygotowywali słynni polscy tancerze i choreografowie, wśród nich Feliks Parnell i Tacjanna Wysocka. Dekoracjami w teatrze zajmował się scenograf Józef Galewski.
Dyrektorem finansowym teatru był (od 1922) Seweryn Majde.
Jednym z programów było Kochajmy się w 2 aktach (16 obrazach), napisali Lijan, Rjan i Nrad. Reżyser Fryderyk Jarosy, kapelmistrz Iwo Wesby, tańce i ewolucje układu Tacjanny Wysockiej, dekorator J. Galewski, akompaniator R. Szlosberg. W programie grano następujące numery: „Hotel Q.P.Q.”, „Księżyc z Caroliny”, „Diga-diga-doo!”, „Bajka”, „Gdybym ja to miał”, „Rodacy”, „Ja chcę do mamy”, „Sweet Marie”, „Co będzie w lipcu?”, „A ja mówię...”, „Pieśń szubienic...”, „Z moich przeżyć”, „Mężczyźni wolą blondynki”, „Nie wracaj”, „In flagranti”, „Kochajmy się!”, „Sto lat!”.
W teatrze grano takie szlagiery jak: „Kiedy znów zakwitną białe bzy”, „Czy Pani Marta jest grzechu warta”, „Nasza jest noc”, „Co nam zostało z tych lat”, „Sam mi mówiłeś”, „Piękny gigolo”, „Księżyc nad Tahiti”, „Uliczka w Barcelonie”, „Pokoik na Hożej”, „Chciałabym a boję się”, „Ja śpiewam piosenki”, „Dulcynea”.
Teatr Qui Pro Quo działał do początku lat 30. XX wieku. Bezpośrednią przyczyną zakończenia działalności był ówczesny kryzys ekonomiczny. Mimo popularności wśród publiczności oraz wysokiej jakości prezentowanych numerów i występujących artystów, nie udało się kabaretu utrzymać. Ostatnią premierą była rewia pt. Panie Ministrze, wystawiona 29 maja 1931.
Od 1937 w warszawskiej kawiarni „Mała Ziemiańska” występował kabaret pod nazwą Małe Qui Pro Quo.